# 大本則夫
大本 則夫（おおもと のりお、1951年1月11日 - ）は、愛媛県出身の元プロ野球選手（投手）。右投右打。

## 来歴・人物
愛媛県立川之石高等学校では、エースとして1967年秋季四国大会県予選準決勝に進むが、楠橋高幸のいた今治西高に敗退。近畿大学に進学。関西六大学野球リーグでは優勝に届かず、2位4回にとどまる。電電四国を経て、1974年のドラフト5位で読売ジャイアンツに指名され入団。
上手から重い速球で鳴らした本格派で、フォークボールが武器だったが、故障などの影響で、一軍公式戦の出場がないまま、1976年限りで読売ジャイアンツを自由契約となった。
その後、テストを受け、1977年にロッテオリオンズに入団。その年限りで引退し、都内の和菓子店に就職。

## 詳細情報

### 年度別投手成績
- 一軍公式戦出場なし

### 背番号
- 49 （1975年 - 1976年）
- 37 （1977年）